# Photinia parvifolia
Photinia parvifolia är en rosväxtart som först beskrevs av George August Pritzel, och fick sitt nu gällande namn av C. K. Schneider. Photinia parvifolia ingår i släktet Photinia och familjen rosväxter.

## Underarter
Arten delas in i följande underarter:
- P. p. kankoensis
- P. p. subparvifolia